# 마다바주
마다바주(아랍어: محافظة مادبا)는 요르단 서부에 위치한 주로, 주도는 마다바이며 면적은 2,008km2, 인구는 135,890명(2005년 기준)이다.
북쪽으로는 발카주, 동쪽으로는 암만주와 인접해 있으며 남쪽으로는 카라크주, 서쪽으로는 사해와 인접해 있다.